# Pigment perłowy

Pigment perłowy jednobarwny

Pigment perłowy wielobarwny

Pigmenty perłowe – jedna z podstawowych grup pigmentów (pozostałe to pigmenty absorpcyjne, metaliczne oraz fluorescencyjne i fosforescencyjne).
Pigmenty te można podzielić na jednobarwne i wielobarwne. W pigmentach jednobarwnych występuje zjawisko jednoczesnego załamania, odbicia i przepuszczenia promieni świetlnych w wyniku czego powstaje efekt mieniących się barw (zob. rys.1). Zjawisko mienienia się barw obserwować można w naturze, np. mieniące się łuski ryb i jest ono wywołane naturalną guaniną. W szczególny sposób efekt ten występuje w pigmentach perłowych wielobarwnych (zob. rys. 2), działających jak pryzmat, który rozszczepia światło na barwy tęczy.
W przypadku pigmentów perłowych jednobarwnych, jeśli załamaniu i odbiciu ulega fala o barwie żółtej, to pozostała część światła o barwie dopełniającej przenika przez pigment. Jeśli taki pigment użyto do lakieru i pokryto nim czarną powierzchnię, wówczas barwa dopełniająca ulegnie absorpcji i zostanie wyeksponowana barwa żółta. Jeśli zaś lakierowane podłoże będzie białe to w praktyce barwa dopełniająca zostanie częściowo pochłonięta, a częściowo odbita osłabiając efekt działania pigmentów perłowych.

## Budowa pigmentów perłowych
Pigmenty perłowe produkuje się na bazie płytek miki. W zależności od grubości płytki otrzymuje się różne barwy interferencyjne. Pigmenty te zazwyczaj napyla się określoną warstwą pigmentów absorpcyjnych o określonej grubości warstwy. Powlekając płytki miki tlenkiem żelaza w zależności od grubości warstwy uzyskuje się metaliczne barwy od brązu poprzez miedź do czerwieni. Powlekając analogicznie dwutlenkiem tytanu uzyskuje się barwy od srebrnej poprzez żółtą, czerwoną, niebieską do zielonej. Płytki miki można powlekać kombinacjami warstw obu tych tlenków jak też innymi tlenkami, np. tlenkiem chromu, uzyskując różne efekty barwne. Najintensywniejsza barwa interferencyjna widoczna jest wówczas, gdy na płytki miki spogląda się pod kątem odbicia promieni świetlnych. Jeśli barwą interferencyjną była barwa np. niebieska, a absorpcyjną czerwona, wówczas patrząc pod kątem odbicia na powierzchnie pokrytą pigmentem obserwujemy jako dominującą barwę niebieską, ale spoglądając pod innym kątem możemy dostrzegać jako dominującą barwę czerwoną. Jeśli użyje się płytek miki o stosunkowo dużych powierzchniach, wówczas doświadczyć można iskrzenia się barw. Przy płytkach o małych powierzchniach wystąpi miękki i jedwabisty połysk. Pigmenty o większych powierzchniach cechuje mniejsza siła krycia niż pigmenty o powierzchniach mniejszych. Szczególną odmianą pigmentów perłowych są pigmenty dające efekt wielobarwny, zależny od kąta patrzenia i kąta oświetlenia. Pigment ten jest wytworzony z syntetycznie wyprodukowanych płytek z dwutlenku krzemu (SiO2) o ściśle określonej grubości i wielkości mieszczącej się w przedziale 5–50 μm, powlekanych dwutlenkiem tytanu (TiO2). Za pomocą tych pigmentów uzyskuje się barwy od subtelnej turkusowej poprzez błyszczące srebro do odcieni czerwieni.

## Zastosowanie pigmentów perłowych
Pigmenty perłowe są niepalne, odporne chemicznie, światłotrwałe, odporne na zmiany temperatur, nietoksyczne. Zatapia się je w tworzywach sztucznych, używa w farbach i lakierach. Warunkiem wystąpienia pożądanych efektów interferencyjnych jest to, aby kawałki miki układały się równolegle do powierzchni pokrywanego przedmiotu. Możliwe to jest przy odpowiedniej grubości warstwy farby czy lakieru na tyle wolno schnącej, że płytki miki zdążą się na skutek grawitacji odpowiednio ułożyć, tj. równolegle do podłoża. Pigmenty perłowe znajdują zastosowanie w poligrafii przy druku i lakierowaniu, w przemyśle samochodowym przy jednowarstwowym lakierowaniu karoserii z efektem zbliżonym do barw metalicznych, w przemyśle meblarskim, ceramicznym itd.
Pigmenty perłowe są najnowszym rodzajem pigmentów – pierwotnie, od połowy lat 70. XX wieku stosowano je w lakierach samochodowych, gdzie w tej chwili mają już ugruntowaną pozycję. W poligrafii torują sobie drogę od połowy lat 90.
Pigmenty perłowe można nanosić różnymi technikami druku, ale ta technika, która umożliwia naniesienie grubszej warstwy pigmentu daje lepsze efekty optyczne, zatem najlepsze rezultaty otrzymuje się w sitodruku, następnie we wklęsłodruku, fleksodruku, a na końcu w offsecie.